# La Aldea del Obispo
Pour les articles homonymes, voir Obispo.
La Aldea del Obispo est une commune de la province de Cáceres dans la communauté autonome d'Estrémadure en Espagne.